# با خودت مواجه شو
با خودت مواجه شو (به انگلیسی: Face Yourself) سومین آلبوم استودیویی ژاپنی‌زبان گروه پسرانهٔ کره‌ای بی‌تی‌اس است که در ۴ آوریل ۲۰۱۸، توسط بیگ هیت اینترتینمنت و دف جم منتشر شد. این آلبوم شامل نسخه‌های ژاپنی ترانه‌هایی از دومین آلبوم استودیویی کره‌ای‌زبان بال‌ها (۲۰۱۶) و آلبوم چندآهنگهٔ عاشق خودت باش: او (۲۰۱۷) و همچنین سه قطعهٔ جدید ژاپنی بود: «ترکم نکن»، «رها کن» و «برف بلوری». این آلبوم در جایگاه ۴۳ بیلبورد ۲۰۰ قرار گرفت و سومین آلبوم ژاپنی با بالاترین رتبه در تاریخ این جدول بود.

## عملکرد تجاری
آلبوم پس از انتشار، در صدر جدول روزانهٔ آلبوم‌های سی‌دی اوریکون قرار گرفت، هفت روز متوالی در این جدول ماند و با مجموع فروش بیش از ۲۸۲٬۰۰۰ واحد، در جدول هفتگی آلبوم‌ها اول شد. به این ترتیب، رکورد شش سال و پنج ماههٔ بیشترین فروش هفتهٔ اول توسط یک هنرمند کره‌ای در جدول اوریکون که پیش‌تر از آنِ کارا بود شکسته شد. با خودت مواجه شو در آن زمان، پرفروش‌ترین آلبوم از یک هنرمند مرد در جدول اوریکون در سال ۲۰۱۸ بود. آلبوم در هشتمین روز پس از انتشار، در جدول روزانه دوازدهم شد اما در هفته‌های بعد به رتبهٔ دوم صعود کرد. با خودت مواجه شو با مجموع فروش ۳۲۴٬۳۸۱ واحد، سیزده هفتهٔ موفق را در جدول اوریکون سپری کرد و به نخستین آلبوم ژاپنی بی‌تی‌اس تبدیل شد که در ۱۰ مه، گواهی‌نامهٔ پلاتین را از آرآی‌ای‌جی دریافت کرد.
اوریکون در ژوئن ۲۰۱۸ اعلام کرد، با خودت مواجه شو و بی‌تی‌اس در نیمهٔ اول ۲۰۱۸، در ده رتبهٔ اول «رتبه‌بندی آلبوم‌ها» و «رتبه‌بندی فروش هنرمندان» حضور یافتند و به ترتیب در رتبه‌های چهارم و ششم قرار گرفتند. بی‌تی‌اس تنها هنرمند کره‌ای بود که در هر دو جدول حضور یافت و همچنین بالاترین رتبه را در میان هنرمندان بین‌المللی داشت. به گزارش تاور رکوردز ژاپن، این آلبوم در سال ۲۰۱۸ دومین آلبوم پرفروش از یک هنرمند کره‌ای در ژاپن بود.
این آلبوم در ۱۴ ژانویهٔ ۲۰۱۹، به‌خاطر فروش بیش از ۵۰۰٬۰۰۰ کپی، گواهی‌نامهٔ دوبل پلاتین را از انجمن صنعت ضبط ژاپن (آرآی‌ای‌جی) دریافت کرد. این نخستین باری بود که یک هنرمند کره‌ای پس از سوپر گرل کارا در دسامبر ۲۰۱۱، این نشان را دریافت کرد.
در فوریهٔ ۲۰۲۱، قطعهٔ «رها کن» پس از گذر از ۳۰ میلیون استریم، گواهی نقرهٔ آرآی‌ای‌جی را دریافت کرد.

## فهرست قطعات

### اصلی
متن همهٔ ترانه‌ها توسط کی‌ام-مارکیت نوشته شده‌است.
| نوع ای·بی·سی و سی‌دی عادی | نوع ای·بی·سی و سی‌دی عادی     | نوع ای·بی·سی و سی‌دی عادی                                                                             | نوع ای·بی·سی و سی‌دی عادی | نوع ای·بی·سی و سی‌دی عادی |
| شماره                    | نام                          | نویسنده(ها)                                                                                          | تهیه‌کننده(ها)            | مدت                      |
| ------------------------ | ---------------------------- | --- | ------------------------ | ------------------------ |
| ۱.                       | «مقدمه: دور خود چرخیدن»      | «هیت‌من» بنگ آراِم شوگا جی-هوپ پی‌داگ ری مایکل جان جونیور ادورا یوتا اشتون فاستر اندرو تاگارت سم کلمپنر | یوتا                     | ۱:۲۶                     |
| ۲.                       | «بهترین من» (نسخهٔ ژاپنی)     | اشتون فاستر اندرو تاگارت سم کلمپنر پی‌داگ آراِم شوگا جی-هوپ «هیت‌من» بنگ ری مایکل جان جونیور ادورا      | اندرو تاگارت پی‌داگ       | ۳:۴۷                     |
| ۳.                       | «خون عرق و اشک» (نسخهٔ ژاپنی) | پی‌داگ آراِم شوگا جی-هوپ «هیت‌من» بنگ کیم دو هون                                                        | پی‌داگ                    | ۳:۳۶                     |
| ۴.                       | «دی‌ان‌ای» (نسخهٔ ژاپنی)        | «هیت‌من» بنگ کاس پی‌داگ شوگا آراِم سوپریم بوی                                                           | پی‌داگ                    | ۳:۴۳                     |
| ۵.                       | «امروز نه» (نسخهٔ ژاپنی)      | «هیت‌من» بنگ پی‌داگ آراِم ادورا سوپریم بوی جون                                                          | پی‌داگ                    | ۳:۵۳                     |
| ۶.                       | «مایک دراپ» (نسخهٔ ژاپنی)     | «هیت‌من» بنگ پی‌داگ جی-هوپ آراِم سوپریم بوی                                                             | پی‌داگ                    | ۳:۵۸                     |
| ۷.                       | «ترکم نکن»                   | «هیت‌من» بنگ هیرو پی‌داگ سانی بوی یوتا                                                                 | یوتا                     | ۳:۴۷                     |
| ۸.                       | «برو برو» (نسخهٔ ژاپنی)       | «هیت‌من» بنگ پی‌داگ سوپریم بوی                                                                         | پی‌داگ                    | ۳:۵۷                     |
| ۹.                       | «برف بلوری»                  | آراِم کاناتا اوکاجیما سُما گندا                                                                        | سُما گندا                 | ۵:۲۳                     |
| ۱۰.                      | «روز بهاری» (نسخهٔ ژاپنی)     | «هیت‌من» بنگ ادورا آراِم شوگا آرلیسا روپرت پی‌داگ پیتر ایبسن                                            | پی‌داگ                    | ۴:۳۶                     |
| ۱۱.                      | «رها کن»                     | هیرو جون سانی بوی یوتا                                                                               | یوتا                     | ۴:۵۹                     |
| ۱۲.                      | «خاتمه: شکاف»                | یوتا                                                                                                 | یوتا                     | ۱:۱۴                     |
| مجموع مدت:               | مجموع مدت:                   | مجموع مدت:                                                                                           | مجموع مدت:               | ۴۴:۱۹                    |

### نسخهٔ محدود نوع ای·بی
| با خودت مواجه شو بلو-ری + دی‌وی‌دی | با خودت مواجه شو بلو-ری + دی‌وی‌دی                   | با خودت مواجه شو بلو-ری + دی‌وی‌دی |
| شماره                            | نام                                                | مدت                              |
| -------------------------------- | -------------------------------------------------- | -------------------------------- |
| ۱.                               | «موزیک ویدئوی خون عرق و اشک» (نسخهٔ ژاپنی)          | nil                              |
| ۲.                               | «موزیک ویدئوی مایک دراپ» (نسخهٔ ژاپنی)              | nil                              |
| ۳.                               | «موزیک ویدئوی مایک دراپ» (نسخهٔ ژاپنی) (ویرایش رقص) | nil                              |
| ۴.                               | «مستند ۵ روزهٔ ژاپن»                                | nil                              |
| ۵.                               | «دی‌ان‌ای» (زنده در سالن رویداد یوکوهاما)            | nil                              |
| ۶.                               | «مایک دراپ» (زنده در سالن رویداد یوکوهاما)         | nil                              |
| ۷.                               | «پشت‌صحنهٔ عکس‌برداری»                                | nil                              |

## جداول
| جدول (۲۰۱۸)                                | بالاترین موقعیت |
| ------------------------------------------ | --------------- |
| آلبوم‌های استرالیایی (ای‌آرآی‌ای)             | ۷۱              |
| آلبوم‌های اتریشی (آلبوم‌های او۳)             | ۴۲              |
| آلبوم‌های بلژیکی (اولتراتاپ فلاندرز)        | ۹۴              |
| آلبوم‌های کانادایی (بیلبورد)                | ۴۰              |
| آلبوم‌های بین‌المللی کرواسی (اچ‌دی‌یو)         | ۳               |
| آلبوم‌های هلندی (جدول‌های هلند)              | ۱۱۶             |
| آلبوم‌های استونی (آی‌اف‌پی‌آی)                 | ۱۳              |
| آلبوم‌های دیجیتال فرانسه (اس‌ان‌ئی‌پی)         | ۴۰              |
| آلبوم‌های ایرلندی (ایرما)                   | ۵۳              |
| آلبوم‌های هفتگی ژاپن (اوریکون)              | ۱               |
| آلبوم‌های داغ ژاپن (بیلبورد)                | ۱               |
| آلبوم‌های هیت‌سیکر نیوزیلند (آرام‌ان‌زد)       | ۷               |
| آلبوم‌های لهستانی (زدپی‌ای‌وی)                | ۴۴              |
| آلبوم‌های اسکاتلندی (شرکت جدول‌های رسمی)     | ۴۹              |
| آلبوم‌های اسپانیایی (پروموزیکائه)           | ۹۶              |
| آلبوم‌های سوئیسی (جدول موسیقی سوئیس)        | ۶۲              |
| آلبوم‌های بریتانیا (شرکت جدول‌های رسمی)      | ۷۸              |
| بیلبورد ۲۰۰ ایالات متحده                   | ۴۳              |
| فروش آلبوم برتر (بیلبورد) ایالات متحده     | ۴۱              |
| آلبوم‌های موسیقی ملل ایالات متحده (بیلبورد) | ۱               |

| جدول (۲۰۱۸)                         | موقعیت |
| ----------------------------------- | ------ |
| آلبوم‌های ژاپنی (اوریکون)            | ۷      |
| آلبوم‌های ملل ایالات متحده (بیلبورد) | ۱۳     |

| جدول (۲۰۱۷)                                 | بالاترین موقعیت |
| ------------------------------------------- | --------------- |
| دانلودهای کرهٔ جنوبی (گائون)                 | ۸۵              |
| ترانه‌های دیجیتال ملل ایالات متحده (بیلبورد) | ۲               |

| جدول (۲۰۱۸)                         | بالاترین موقعیت |
| ----------------------------------- | --------------- |
| تک‌آهنگ‌های دیجیتال فرانسه (اس‌ان‌ئی‌پی) | ۱۷۲             |
| ژاپن (۱۰۰ آهنگ داغ ژاپن)            | ۴۰              |
| دانلودهای کرهٔ جنوبی (گائون)         | ۶۳              |

## فروش‌ها و گواهی‌نامه‌ها
| منطقه                  | گواهی      | واحد گواهی‌شده/فروش              |
| ---------------------- | ---------- | ------------------------------- |
| ژاپن (آرآی‌ای‌جی)        | ۲ × پلاتین | ۳۳۸٬۳۲۴ (فیزیکی) ۴٬۸۷۱(دیجیتال) |
| بریتانیا (بی‌پی‌آی)      | نقره       | ۶۰٬۰۰۰                          |
| ایالات متحده (بیلبورد) | —          | ۴٬۰۰۰                           |

| کشور              | فروش دیجیتال |
| ----------------- | ------------ |
| کرهٔ جنوبی (گائون) | ۳۱٬۵۴۳       |

| کشور                   | فروش دیجیتال |
| ---------------------- | ------------ |
| ژاپن (اوریکون)         | ۴٬۶۱۱        |
| ایالات متحده (بیلبورد) | ۹٬۰۰۰        |

| منطقه           | گواهی | واحد گواهی‌شده/فروش |
| --------------- | ----- | ------------------ |
| ژاپن (آرآی‌ای‌جی) | نقره  | ۳۰٬۰۰۰٬۰۰۰         |

## تاریخچهٔ انتشار
| کشور         | تاریخ          | قالب                       | ناشر         | منبع   |
| ------------ | -------------- | -------------------------- | ------------ | ------ |
| ژاپن         | ۴ آوریل ۲۰۱۸   | سی‌دی دانلود دیجیتال استریم | دف جم ویرجین | [ ۵۳ ] |
| مختلف        | ۴ آوریل ۲۰۱۸   | دانلود دیجیتال استریم      | دف جم ویرجین | [ ۵۳ ] |
| ایالات متحده | ۱۶ نوامبر ۲۰۱۸ | سی‌دی دانلود دیجیتال استریم | دف جم ویرجین | [ ۵۴ ] |

## واژه‌نامه
1. ↑  Intro: Ringwanderung
2. ↑  Best of Me
3. ↑  Go Go
4. ↑  Crystal Snow
5. ↑  Let Go
6. ↑  Outro: Crack